# Шарий Микола Андрійович
Шарий Микола Андрійович — радянський, український звукооператор. 
Народився 21 листопада 1927 р. у с. Тимченко Черкаської обл. Закінчив Ленінградський інститут кіноінженерів (1958). 
Працював на кіностудії «Ялтафільм», кіностудії ім. М. Горького (Ялтинська філія) та ін.
Був членом Національної спілки кінематографістів України.
Оформив стрічки:
- «Дім з мезоніном» (1960)
- «Капітани Голубої лагуни» (1962)
- «Альошчине полювання» (1965)
- «Комісар» (1967)
- «Тренер» (1969)
- «Вчора, сьогодні і завжди» (1971)
- «Мармуровий будинок» (1972)
- «Засекречене місто» (1974)
- «Шторм на суші» (1975)
- «Таємниця гірського підземелля» (1975)
- «Вітер „Надії“» (1977)
- «Четверта висота» (1977)
- «Коли я стану велетнем» (1978)
- «Акванавти» (1979)
- «В небі „нічні відьми“» (1981)
- «Залишаюся з вами» (1981)
- «Жива веселка» (1982)
- «Вовча яма» (1983)
- «Єгорка» (1982)
- «Жарти у бік» (1984)
- «Голова Горгони» (1986)
- «Бармен із „Золотого якоря“» (1986)
- «Музична зміна» (1987)
- «Светик» (1989)
- «Катафалк» (1990)
- «Потерпілий» (1990)
- «Летючий голландець» (1991)
- «Господа артисти» (1992)
- «Вбивство в Саншайн-Менор» (1992)
- «На зорі туманної юності» (1997) та ін.